# Mummelsee
Il Mummelsee è un piccolo lago della Foresta Nera. Si trova nel comune di Seebach, nei pressi di Achern. Il lago è uno dei più visitati del Baden-Württemberg, anche in virtù della Schwarzwaldhochstraße ("strada alta della foresta nera") che gli passa accanto.

## Descrizione
Il lago si trova ad una altezza di 1036 m sul livello del mare, una profondità massima di 17 m, ed ha una circonferenza di 800 m.
Per tre quarti è circondato da boscaglia che subito si erge ripida verso alcune cime: A Ovest la "Katzenkopf" (1123 m), a Nord la "Hornisgrinde" (1164), la più alta montagna nel Nord della Foresta Nera. A Sud del lago invece l'argine è piuttosto piatto. Vi si trovano un albergo con ristorante, negozietti di souvenir e un noleggio di pedalò. Si possono anche acquistare le tipiche specialità alimentari della Foresta Nera, come il prosciutto e i formaggi locali. Un forno a legna all'aperto sforna diverse volte al giorno il pane tradizionale. Inoltre ci sono due ampi parcheggi per auto e pullman.